# Chips Rafferty
Chips Rafferty, nome d'arte di John William Pilbean Goffage (Broken Hill, 26 marzo 1909 – Sydney, 27 maggio 1971), è stato un attore australiano.
Partecipò a diversi film quali Gli ammutinati del Bounty (1962), nel ruolo del marinaio Michael Byrne, e successivamente ottenne un ruolo di maggior importanza nel film Sono strana gente (1966), accanto a Walter Chiari.
Il suo primo film, Come Up Smiling, risale al 1939.

## Filmografia parziale

### Cinema
- Quarantamila cavalieri (40,000 Horsemen), regia di Charles Chauvel (1940)
- Natale nel bosco (Bush Christmas), regia di Ralph Smart (1947)
- Kangarù (Kangaroo), regia di Lewis Milestone (1952)
- I topi del deserto (The Desert Rats), regia di Robert Wise (1953)
- I nomadi (The Sundowners), regia di Fred Zinnemann (1960)
- La nave più scassata... dell'esercito (The Wackiest Ship in the Army), regia di Richard Murphy (1960)
- Gli ammutinati del Bounty (Mutiny on the Bounty), regia di Lewis Milestone (1962)
- Sono strana gente (They're a Weird Mob), regia di Michael Powell (1966)
- Fermi tutti, cominciamo daccapo! (Double Trouble), regia di Norman Taurog (1967)
- Kona Coast, regia di Lamont Johnson (1968)
- Tropis - Uomo o scimmia? (Skullduggery), regia di Gordon Douglas (1970)

### Televisione
- The Wackiest Ship in the Army – serie TV, episodio 1x08 (1965)
- Gunsmoke – serie TV, episodio 11x28 (1966)
- Daktari – serie TV, episodio 1x14 (1966)
- Agenzia U.N.C.L.E. (The Girl from U.N.C.L.E.) – serie TV, episodio 1x10 (1966)
- La grande vallata (The Big Valley) – serie TV, episodio 1x27 (1966)
- Tarzan – serie TV, episodi 1x19-1x28 (1967)

## Doppiatori italiani
- Renato Turi in La nave più scassata... dell'esercito
- Oreste Lionello in Fermi tutti, cominciamo daccapo!